# Conquête musulmane de la Perse
Conquêtes musulmanes
Batailles
Mésopotamie
- Chains
- River
- Walaja
- Ullais
- Hira
- Al-Anbar
- Ayn al-Tamr
- Muzayyah
- Saniyy
- Zumail
- Firaz
- Namaraq
- Kaskar
- Buwayb
- Pont
- al-Qadisiyyah
- Burs
- Babylone
- Ctésiphon
- Jalula

Khouzistan
- Hormizd-Ardashir
- Suse
- Ram-Hormizd
- Shushtar
- Gundishapur

Nord de la Perse
- Tabaristan
- Arménie
- Azerbaïdjan

Perse Centrale
- Nahāvand
- Spahan
- Waj Rudh
- Ray

Pars
- Bishapur
- Darabgerd
- 1st Estakhr
- Gor
- 2nd Estakhr

Kerman
- Sirjan
- Qeshm

Sistan
- Zaranj

Khorasan
- Oxus River
- Nishapur
- Herat
- Badghis

La conquête arabo-islamique de la Perse (633-654) aboutit à la fin de l'Empire sassanide et au déclin de la religion zoroastrienne en Perse (Iran). Au cours des siècles, la plupart des peuples iraniens, en incluant les Persans, se convertirent à l'islam à partir du zoroastrisme.
Une partie de la population refusant l'islamisation  de la Perse, s'est réfugiée en Inde où ses membres sont devenus les Parsis.

## La Perse avant la conquête
Depuis le Ier siècle av. J.-C., la frontière entre l'Empire romain (appelé par les historiographes occidentaux Empire byzantin), et l'empire Parthe (plus tard sassanide) avait été l'Euphrate. Cette frontière était continuellement contestée. La plupart des batailles, et donc la plupart des fortifications, étaient concentrées dans les régions de collines du nord, puisque le vaste désert arabe ou désert syrien séparait les empires au sud. Les seuls dangers venant du sud étaient les raids occasionnels de tribus arabes. Les deux empires conclurent des alliances avec des petites principautés arabes semi-indépendantes, qui servaient d'États tampons et protégeaient Byzance et la Perse des attaques des bédouins. Les clients des Romains étaient les Ghassanides, ceux des Perses les Lakhmides. Les Ghassanides et les Lakhmides se battaient constamment, ce qui les tenait occupés, mais n'affectait pas beaucoup les Romains ou les Perses.
Aux VIe et VIIe siècles, certains facteurs ont détruit cet équilibre des pouvoirs qui avait existé depuis des siècles.

### Équilibre entre la Perse et Byzance menacé
Le Roi des Perses Khosrow II a vaincu la rébellion de Bahram Chubin au sein de son propre empire. Il a ensuite consacré son énergie aux problèmes extérieurs, en particulier sur les ennemis romains traditionnels depuis les guerres. Il y réussit relativement bien pendant quelques années. De 613 à 614, il étend les frontières perses aussi loin à l'ouest que les villes d'Antioche, Damas et Jérusalem.
Les Byzantins se sont regroupés et l'ont repoussé. Khosrow II fut battu à la bataille de Ninive en 627 et les Romains ont repris toute la Syrie et ont pénétré loin dans les provinces perses de Mésopotamie.

### Assassinat deKhosrowIIet succession de monarques affaiblis
Khosrow a été assassiné en 628. Il y eut alors de nombreux prétendants au trône; de 628 à 632, il y eut 10 rois d'Iran. Le dernier, Yazdgard III, était le fils de Chahrayar ou chir'ayar et petit-fils de Khosrow II et on dit de lui qu'il était un enfant unique. Sa date de naissance est située aux alentours de 632 du calendrier julien.

### Révoltes des arabes Ghassanides et Lakhmides contre Byzance et la Perse
Les clients des Byzantins, les arabes Ghassanides, se sont convertis à la forme Monophysite du Christianisme, en rupture avec la vision chalcédonienne. Les Byzantins ont essayé de supprimer l'hérésie, en affaiblissant les Ghassanides et en alimentant des rébellions aux frontières du désert.
Les Lakhmides se sont aussi révoltés contre le roi perse Khosrow II. Al-Noman III (fils de Al-Monder IV), le premier roi Lakhmide chrétien (nestorien), fut déposé et tué par Khosrow II parce qu'il avait essayé de se défaire de la tutelle perse. Après l'assassinat de Khosrow, l'Empire perse se morcela et les lakhmides devinrent effectivement indépendants.

### Ascension de l'empire islamique
Au moment de la mort de Mahomet en 632, la plupart de ce qui est maintenant l'Arabie était unifiée sous la bannière de l'islam. Cependant, les nomades ou villageois arabophones se sont aussi fondus ou installés aux confins de la steppe syrienne. N'importe quel régime qui voulait unifier tous les Arabes devait conquérir la steppe syrienne. Au temps du successeur de Mahomet, Abou Bakr, le premier calife, les musulmans ont d'abord rétabli leur pouvoir sur l'Arabie (Guerres de Ridda) et lancèrent ensuite des campagnes contre les Arabes restants en Syrie et en Palestine.
Cependant, une collision s'opéra avec l'Empire romain d'orient et l'empire perse sassanide, qui se disputaient ces territoires depuis des siècles.

## Conquête islamique de la Mésopotamie Perse

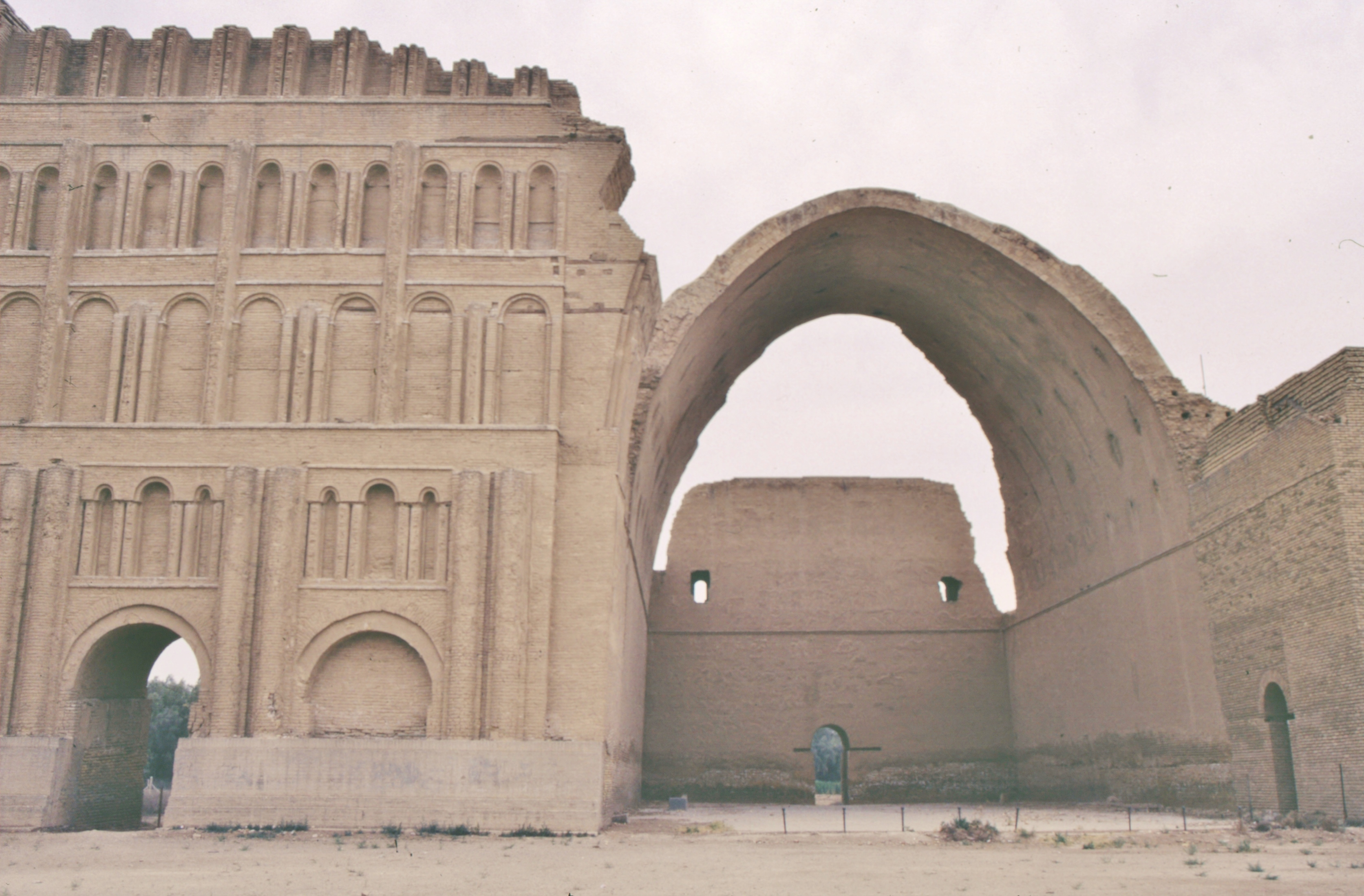
Taq-e Kisra en Ctesiphon est considéré comme le symbole de l'Empire perse durant la dynastie sassanide.

Le déclin de la dynastie sassanide après la mort de Khosrow II laisse les Perses dans une position de faiblesse vis-à-vis des conquérants arabes. Le calife envoie d'abord son meilleur général, Khalid Ibn Al-Walid, consolider la mainmise musulmane sur les territoires en bordure du désert et les Arabes Lakhmides. Puis Khalid poursuit son périple et remporte plusieurs victoires contre les armées sassanides en Mésopotamie, la ville frontalière d'Al-Hira tombant aux mains des musulmans en 633.
Les Sassanides se réorganisent sous l'autorité d'un nouveau roi, Yazdgard III et contre-attaquent, profitant du départ de Khalid et d'une partie de son armée sur le front syrien. Les Sassanides remportent une victoire importante à la Bataille du pont en octobre 634.
Après une victoire décisive des musulmans sur les Byzantins en Syrie, à la Bataille de Yarmouk en 636, le second calife, Omar, peut transférer des troupes à l'Est et reprendre l'offensive contre les Sassanides.

### Bataille d'al-Qâdisiyya
Aux alentours de l'année 636, Rostam Farrokhzād, conseiller et général de Yazdgard III (r. 632 - 651), mène une armée de 80 000 hommes au-delà de l'Euphrate à la bataille d'al-Qadisiyya, dite " la Victoire des Victoires" par les Arabes, à côté de la ville moderne de Hilla, en Irak. Certains l'ont critiqué pour sa décision de faire face aux Arabes sur leurs propres territoires - aux abords du désert - et ont dit que les Perses auraient pu tenir s'ils étaient restés sur la rive opposée de l'Euphrate.
Le calife Omar déploya 30 000 guerriers musulmans sous le commandement de Sa`d ibn Abi Waqqas contre l'armée sassanide. La bataille d'al-Qadisiyya s'ensuivit, pendant laquelle les Perses ont d'abord dominé, puis le troisième jour de combats, l'avantage est passé aux musulmans. Les Perses ont alors tenté de fuir. Le général perse Rostam Farrokhzād fut capturé, à cette occasion, et eut la tête tranchée. D'après les sources musulmanes, les pertes des Perses sassanides ont été énormes, mais les Arabes ne perdirent "que" 7 500 hommes.
Après la bataille, les troupes musulmanes ont poussé jusqu'à la capitale perse, Ctésiphon (Tisphoune en persan) (appelée Madā'in en arabe par la suite), qui fut rapidement évacuée par Yazdgard III après un bref siège. Après la prise de la ville, les musulmans continuèrent à aller vers l'Est, suivant Yazdgard et ses troupes restantes. En un court laps de temps, les armées musulmanes ont vaincu une contre-attaque majeure des Sassanides à la bataille de Jalūlā', ainsi que d'autres engagements à Qasr-e Chirin et Masabadhan. Au milieu du VIIe siècle, les musulmans contrôlaient toute la Mésopotamie, dont le territoire qui est aujourd'hui la province iranienne du Khuzestan.

## Conquête du plateau iranien
Yazdgard III, le roi sassanide, fit un autre effort pour se regrouper et battre les conquérants arabes. En 642, il avait rassemblé une nouvelle armée, qui s'était regroupée à Nahavand, à quelque 60 km au sud de Hamedan, mais il fut à nouveau vaincu lors de la bataille de Nahavand. La même année, une défaite des Perses à Ispahan a pour conséquence la perte du Fars, berceau de la dynastie sassanide, et au Nord la bataille de Waj Rudh, celle de Rayy.
Alors que les dynastes du Tabaristan obtiennent des trêves avec les musulmans, Yazdgard III est incapable de lever une nouvelle armée et devint un fugitif. Il erra d'une province de son empire à l'autre avant d'être tué à Merv en 651.
Les forces musulmanes établirent une garnison à Merv. Aux alentours de 674, ils avaient conquis l'Afghanistan, la Transoxiane et une partie de l'Inde connue sous le nom de Sind, sur la rive Ouest de l'Indus. Pour de nombreux siècles, ce fut la limite orientale du pouvoir musulman.

## Occupation
Sous le califat d'Omar et de ses successeurs immédiats, les conquérants arabes ont tenté de maintenir leur cohésion culturelle et politique en dépit de l'attraction des civilisations qu'ils avaient conquises. Les Arabes durent s'installer dans des villes de garnison plutôt que dans des endroits construits spécialement pour eux. Les nouveaux sujets non musulmans, ou dhimmi, devaient payer une taxe spéciale, la jizya et être sujets à diverses restrictions ayant trait à l'occupation, le culte et l'habillement (Bashear 1997, p. 117).
Avant la conquête, les Perses étaient majoritairement zoroastriens ; cependant, il existait aussi de grandes communautés juives et chrétiennes, notamment nestoriennes. Les adeptes des trois religions ont été autorisés à pratiquer leur foi moyennant les restrictions imposées par les conquérants arabes. Il y eut néanmoins un lent mais notable processus de conversion vers l'islam. Au terme de celui-ci, la majorité des Perses étaient devenus musulmans, alors principalement d'obédience sunnite.
Pendant le règne de la dynastie omeyyade, les conquérants arabes ont imposé l'arabe comme première langue à leurs sujets à travers tout leur empire, remplaçant les langues autochtones. Cependant, le moyen-persan se montra beaucoup plus endurant. L'essentiel de sa structure et de son vocabulaire a survécu, évoluant jusqu'à devenir la langue persane moderne. Le persan a cependant incorporé à son vocabulaire nombre de mots provenant de l'arabe, notamment dans le domaine de la religion et, dans le même temps, est passé de l'alphabet pahlavi (dérivé de l'araméen) à une version modifiée de l'alphabet arabe.

## Les héritiers des Sassanides
Plusieurs dynasties musulmanes locales revendiquaient être issues de « Grands Rois » Sassanides.
- Les Bawandides (665-1349) du Mazandaran, de Kavadh Ier.
- Les  Dabwaïhides et les Baduspanides du Tabaristan (647-1597), issus de Gīl Gawbāra (647-660) un descendant de Zamasp.
- Les  Chirvanchah du Chirvan (1028-1382) de Hormizd IV.
- Il semble en revanche beaucoup plus douteux que les Ghaznavides (977-1187), d’origine turque aient eu comme ils le prétendaient comme ancêtre Yazdgard III.

#### Sources médiévales
Ferdowsî, Shâh Nâmeh [détail des éditions], 1000

#### Ouvrages contemporains
- Bashear, Suliman - Arabs and Others in Early Islam, Darwin Press, 1997
- Daniel, Elton - The History of Iran, Greenwood Press, 2001
- M. Ismail Marcinkowski, Persian Historiography and Geography: Bertold Spuler on Major Works Produced in Iran, the Caucasus, Central Asia, India and Early Ottoman Turkey, with a foreword by Professor Clifford Edmund Bosworth, member of the British Academy, Singapore: Pustaka Nasional, 2003,  (ISBN 9971-77-488-7).
- Sicker, Martin - The Islamic World in Ascendancy: From the Arab Conquests to the Siege of Vienna, Praeger, 2000
- Zarrin’kub, Abd al-Husayn - Ruzgaran : tarikh-i Iran az aghz ta saqut saltnat Pahlvi, Sukhan, 1999.  (ISBN 964-6961-11-8)
- (en) Parvaneh Pourshariati, Decline and fall of the Sassanian Empire, I. B. Taurus and Co Ltd, Londres, 2008 New-York 2011  (ISBN 9781845116453), « The Sassanian-Parthian Confederacy ans the Arab conquest of Iran ».